# Rawlins, Wyoming
Rawlins är en stad (city) och huvudort i Carbon County i delstaten Wyoming, USA, belägen 149 miles (240 km) väster om delstatshuvudstaden Cheyenne. Orten hade 9 259 invånare vid 2012 års folkräkning.
I Rawlins ligger Wyoming State Penitentiary, delstatens högsäkerhetsfängelse. Den har ett museum, Carbon County Museum, som bland annat behandlar nybyggarna och järnvägens betydelse. På museet visas också skorna som tillverkade av den lynchade Big Nose Georges hud på uppdrag av den blivande guvernören John Eugene Osborne.

## Media
Ortens dagstidning heter Rawlins Daily Times.

## Kommunikationer
Rawlins passerades av nybyggare på väg västerut och senare drogs den första transamerikanska järnvägen förbi staden av Union Pacific. Genom Rawlins går den öst-västliga motorvägen Interstate 80, från vilken U.S. Route 287 viker av norrut. Flygplatsen Rawlins Municipal Airport (RWL) ligger 3 km nordost om staden och används huvudsakligen av taxiflyg och privatflyg.

## Kända personer
- John Eugene Osborne (1858-1943), läkare och demokratisk politiker, guvernör och senator för Wyoming.
- Big Nose George (död 1881), laglös som blev lynchad.
- Lillian Heath (1865-1962), Wyomings första kvinnliga läkare.
- John J. Hickey (1911-1970), jurist och demokratisk politiker, guvernör och senator för Wyoming.